# Pias (Monção)
Pias is een plaats (freguesia) in de Portugese gemeente Monção en telt 944 inwoners (2001).

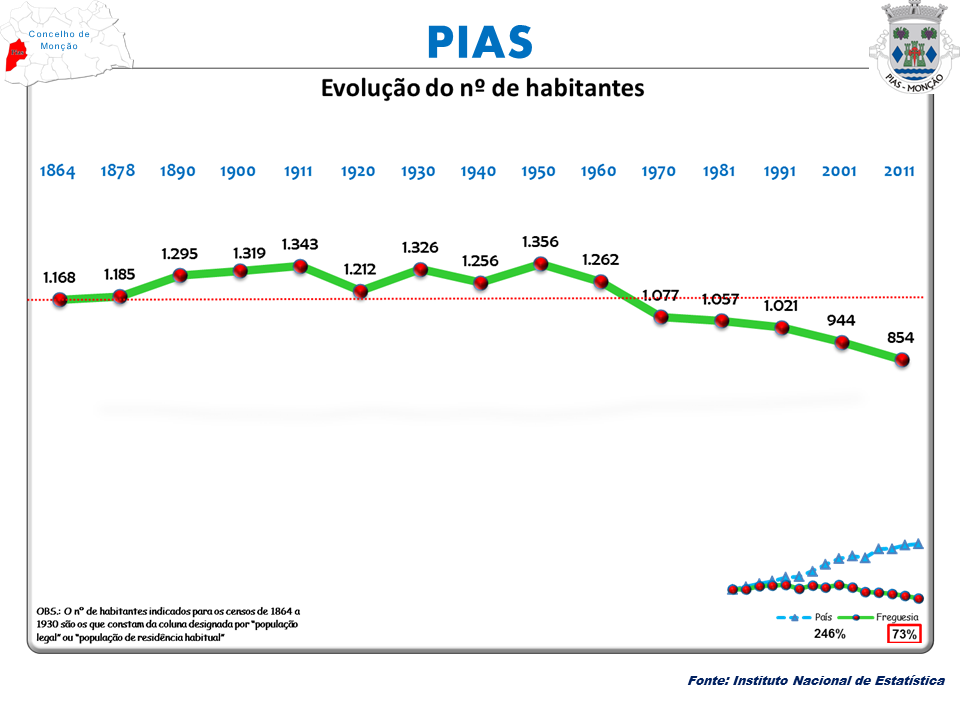
Bevolkingsontwikkeling tussen 1864 en 2011